# Symplocos crassilimba
Symplocos crassilimba là một loài thực vật có hoa trong họ Dung. Loài này được Merr. miêu tả khoa học đầu tiên năm 1935.